# Liste der denkmalgeschützten Objekte in Mayrhof
Die Liste der denkmalgeschützten Objekte in Mayrhof enthält die denkmalgeschützten, unbeweglichen Objekte der Gemeinde Mayrhof im Bezirk Schärding (Oberösterreich).

## Denkmäler
| Foto |                 | Denkmal                                           | Standort                                  | Beschreibung | Metadaten |
| ---- | --------------- | ------------------------------------------------- | ----------------------------------------- | --- | --- |
| ja   | Datei hochladen | Edtmayer-Kapelle HERIS-ID: 73469 Objekt-ID: 86760 | gegenüber Mayrhof 14 Standort KG: Mayrhof | Die Kapelle mit kreuzförmigem Grundriss wurde im 19. Jahrhundert errichtet und zwischen 2009 und 2011 renoviert. Sie verfügt über einen tonnengewölbten Innenraum mit neogotischem Altar. | BDA-Hist.: Q38132685 Status: § 2a Stand der BDA-Liste: 2025-06-30 Name: Edtmayer-Kapelle GstNr.: 145 Edtmayer-Kapelle Mayrhof |